# Rosdorf (Göttingen)
Rosdorf is een gemeente in de Duitse deelstaat Nedersaksen, en maakt deel uit van het Landkreis Göttingen. De gemeente telde 12.310 inwoners op 31 december 2023.

## Indeling
De gemeente omvat naast Rosdorf nog de volgende dorpen:
- Atzenhausen (met Brackenberg)
- Dahlenrode (met Gut Wetenborn)
- Dramfeld (met Klostergut Mariengarten)
- Klein Wiershausen
- Lemshausen (met Gut Reibstein)
- Mengershausen (met Tiefenbrunn en Örshausen)
- Obernjesa
- Settmarshausen (met Olenhusen en Heißental)
- Sieboldshausen
- Volkerode

## Dorp Rosdorf

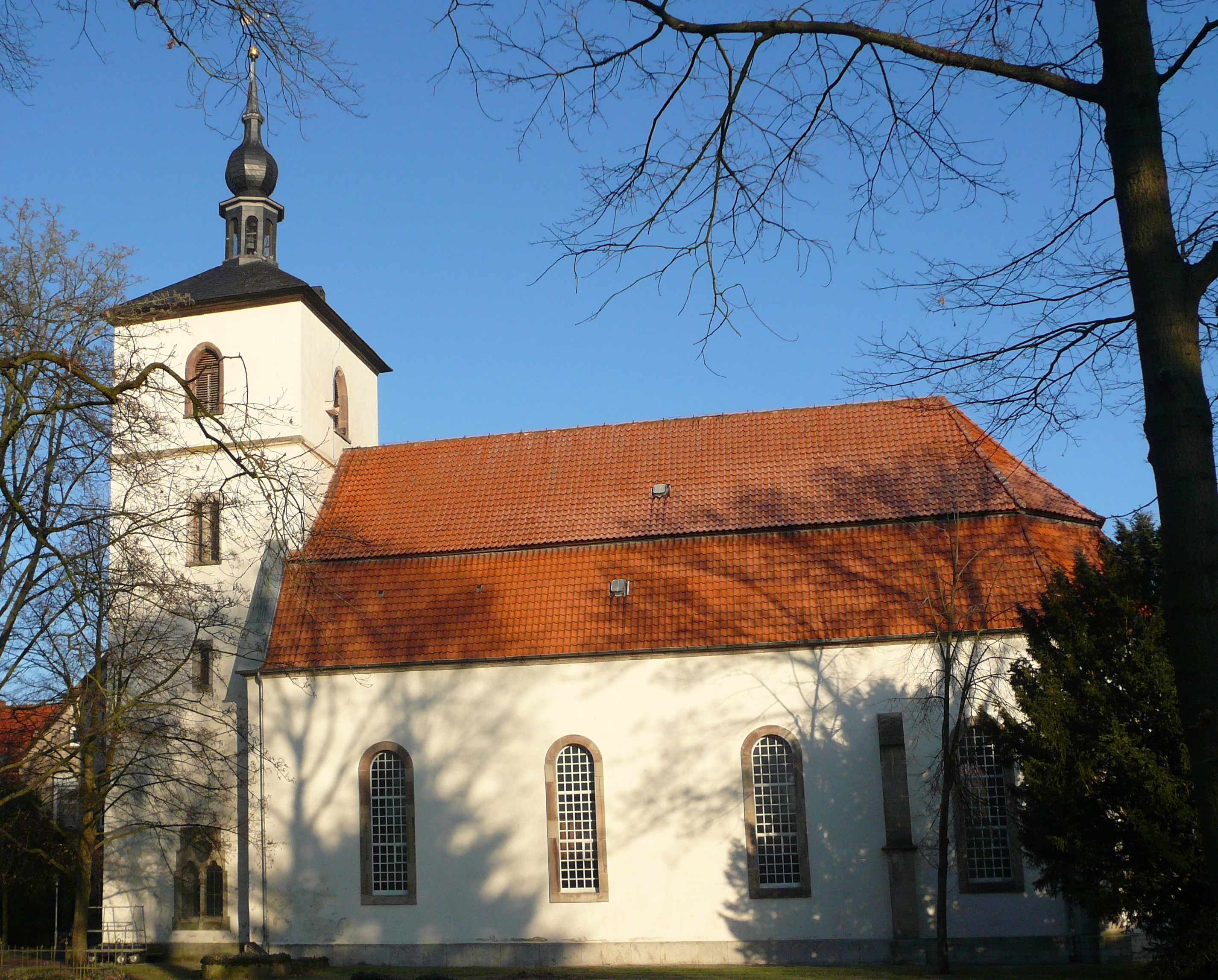
St. Johanneskerk

Het eigenlijke dorp Rosdorf telt 6.680 inwoners (2010). Het dorp wordt voor het eerst vermeld als Rasthorp in 1004. De kerk in het dorp dateert in zijn huidige vorm uit het begin van de achttiende eeuw, hoewel ter plaatse al eeuwen eerder een kerk gestaan moet hebben.
Rosdorf ligt aan de A7. Ook de spoorlijn Frankfurt - Göttingen loopt langs het dorp, maar het station is niet meer in gebruik.
- Gemeinsame Normdatei: 4195790-8
- MusicBrainz: 583b75d5-7621-4d2f-b304-17dd3b010bc1
- Nationale Bibliotheek van Tsjechië: ge931720
- Virtual International Authority File: 133594942

Adelebsen · 
Bad Grund · 
Bad Lauterberg im Harz · 
Bad Sachsa · 
Bilshausen · 
Bodensee · 
Bovenden · 
Bühren · 
Dransfeld · 
Duderstadt · 
Ebergötzen · 
Elbingerode · 
Friedland · 
Gieboldehausen · 
Gleichen · 
Göttingen · 
Hann. Münden · 
Harz (gemeentevrij gebied, Landkreis Göttingen) ·
Hattorf am Harz · 
Herzberg am Harz · 
Hörden am Harz · 
Jühnde · 
Krebeck · 
Landolfshausen · 
Niemetal · 
Obernfeld · 
Osterode am Harz · 
Rhumspringe · 
Rollshausen · 
Rosdorf · 
Rüdershausen · 
Scheden · 
Seeburg · 
Seulingen · 
Staufenberg · 
Waake · 
Walkenried · 
Wollbrandshausen · 
Wollershausen · 
Wulften am Harz